# Линицкий, Александр Иванович
Александр Иванович Линицкий (1871 —1945) — генерал-майор, герой Первой мировой войны, участник Белого движения.

## Биография
Православный. Из дворян. Образование получил в Харьковской 2-й гимназии.
В 1894 году окончил Николаевское кавалерийское училище, откуда выпущен был корнетом в 28-й драгунский Новгородский полк. Произведен в поручики 15 марта 1898 года, в штабс-ротмистры — 15 марта 1899 года. В 1901 году окончил Николаевскую академию Генерального штаба по 1-му разряду и 23 мая того же года был произведен в ротмистры «за отличные успехи в науках»
26 ноября 1901 года переведен в Генеральный штаб с назначением старшим адъютантом штаба 32-й пехотной дивизии и с переименованием в капитаны. 5 июня 1903 года назначен старшим адъютантом штаба 11-го армейского корпуса. 20 октября 1904 года отчислен от должности с прикомандированием к Чугуевскому пехотному юнкерскому училищу для преподавания военных наук, 6 декабря того же года произведен в подполковники. 2 сентября 1908 года назначен штаб-офицером для поручений при штабе 11-го армейского корпуса. 6 декабря 1909 года произведен в полковники «за отличие по службе». 21 декабря 1912 года назначен начальником штаба 11-й кавалерийской дивизии.
21 апреля 1914 года назначен начальником штаба 4-й кавалерийской дивизии, с которой и вступил в Первую мировую войну. 21 января 1915 года назначен командиром 3-го драгунского Новороссийского полка. Пожалован Георгиевским оружием
За то, что в боях на р. Дубиссе у господского двора Юзефова, командуя отрядом и обеспечивая правый фланг нашего расположения на правом берегу р. Дубиссы, представлявший тактический ключ позиции, несмотря на постоянный интенсивный огонь немцев и ожесточенные их атаки в течение 15, 16, 17 и 19 мая 1915 года, имевшие целью во что бы то ни стало сбить наш отряд и таким образом охватить правый фланг нашего расположения, отбил все атаки превосходных сил немцев с большим для немцев уроном и сохранил занимаемую отрядом позицию, чем обеспечил правый фланг и тыл отряда, а также способствовал успеху дальнейших наших действий.
17 октября 1915 года назначен командующим 1-й бригадой 16-й кавалерийской дивизии, а 2 февраля 1916 года — начальником штаба 7-й кавалерийской дивизии. 9 июля 1916 года произведен в генерал-майоры «за отличия в делах против неприятеля». 30 октября 1916 года назначен начальником штаба 1-го Кавказского кавалерийского корпуса, действовавшего в Персии.
С 11 августа 1919 года состоял в резерве чинов при штабе главнокомандующего ВСЮР, с 21 октября — членом комиссии по рассмотрению положений о прохождении службы и устройству войск. В начале 1920 года эвакуировался из Новороссийска на Лемнос на корабле «Брауэнфелз». 16 октября 1920 года выехал в Русскую армию на корабле «Херсон». Галлиполиец. В 1921 году — инспектор классов Николаевского кавалерийского училища. 
В эмиграции в Югославии. В 1931 году возглавлял группу Общества галлиполийцев в Крагуеваце. На 1 апреля 1937 года — член Общества офицеров Генерального штаба. 
Скончался 16 мая 1945 года. Похоронен на Варошком кладбище в Крагуеваце.

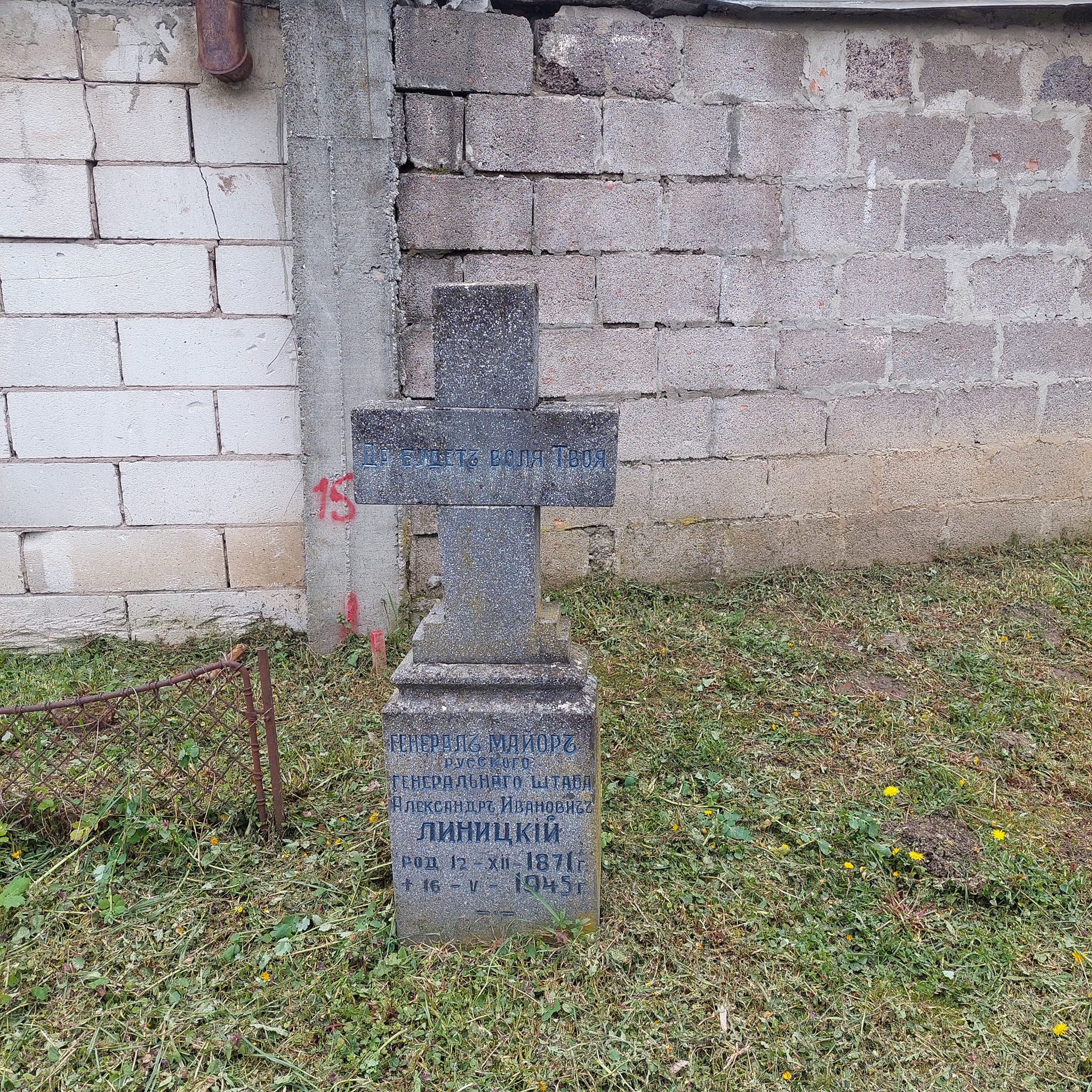
Могила А. И. Линицкого

## Награды
- Орден Святого Станислава 3-й ст. (1905)
- Орден Святого Станислава 2-й ст. (ВП 21.03.1913)
- мечи к ордену Св. Станислава 2-й ст. (ВП 25.05.1915)
- Орден Святой Анны 2-й ст. с мечами (ВП 26.08.1915)
- Орден Святого Владимира 3-й ст. с мечами (ВП 28.09.1916)
- Георгиевское оружие (ВП 12.01.1917)